# Kauzen-Bräu
Kauzen-Bräu ist eine Brauerei aus dem unterfränkischen Ochsenfurt (Bayern).

## Geschichte
Die Ochsenfurter Kauzen-Bräu wurde 1809 von Karl Ehemann als Ehemannsche Brauerei gegründet. Nach dessen Tod 1839 pachtete der Brauer Johann-Jacob Gehring die Brauerei und kaufte sie schließlich 1848. Seither ist die Brauerei im Familienbesitz der Familie Gehring, durch Heirat heißt die Eigentümerfamilie Pritzl. Kauzen-Bräu ist seit dem 1. August 1972 Mitglied der Deutschen Brau-Kooperation (heute: Die Freien Brauer) und Gründungsmitglied des Bayerischen Brauerbundes. Am Firmenstammsitz in dem am Main gelegenen Ochsenfurt produziert die Brauerei  jährlich rund 100.000 Hektoliter Getränke. Davon entfallen zirka 70.000 Hektoliter auf Kauzen Bier und etwa 30.000 Hektoliter auf alkoholfreie Getränke der Marke Libella.